# Блокшив

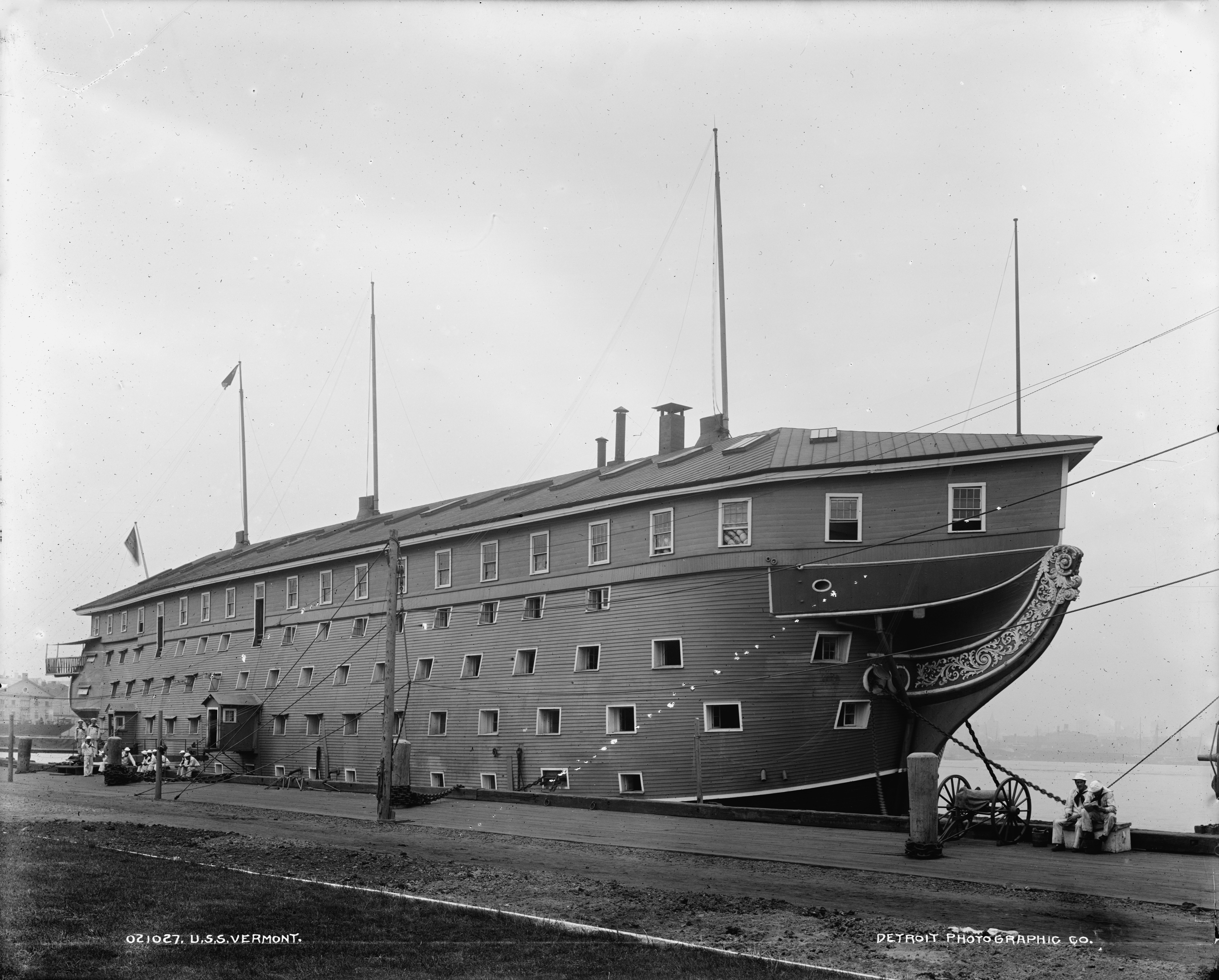
USS Vermont (1898)

Бло́кшив (нім. Blockschiff — «корпус-корабель», «блок-корабель») — старе, як правило несамохідне судно, позбавлене механізмів та обладнання, що використовується як плавучий склад, житло, баржа, казарма, в'язниця тощо. У самій німецькій мові словом Blockschiff називається корпус корабля, затоплений для якої-небудь мети, а щодо розобладнаних старих суден вживається термін Hulk («корабельний корпус»).

## Сучасність
Декілька найбільших колишніх нафтових танкерів були перетворені на плавучу установку для добування, зберігання і відвантаження нафти (FPSO), ставши фактично дуже великими плаваючими нафтосховищами. Одним із них був у 2004—2010 рр. Knock Nevis, найбільший корабель, який коли-небудь будували. У 2009 та 2010 роках два з чотирьох супертанкерів класу TI, TI Asia and TI Africa були перетворені на FPSO.